# Emil Lindgren
Karl Emil Lindgren (Torsång, 4 de mayo de 1985) es un deportista sueco que compite en ciclismo de montaña en la disciplina de campo a través. Ganó una medalla de plata en el Campeonato Mundial de Ciclismo de Montaña de 2014 y cuatro medallas en el Campeonato Europeo de Ciclismo de Montaña entre los años 2005 y 2009.

## Palmarés internacional
| Campeonato Mundial | Campeonato Mundial            | Campeonato Mundial | Campeonato Mundial         |
| Año                | Lugar                         | Medalla            | Competición                |
| ------------------ | ----------------------------- | ------------------ | -------------------------- |
| 2014               | Hafjell/Lillehammer (Noruega) | Medalla de plata   | Eliminación                |
| Campeonato Europeo |                               |                    |                            |
| Año                | Lugar                         | Medalla            | Competición                |
| 2005               | Kluisbergen (Bélgica)         | Medalla de bronce  | Campo a través por relevos |
| 2006               | Lamosano (Italia)             | Medalla de bronce  | Campo a través por relevos |
| 2008               | St. Wendel (Alemania)         | Medalla de bronce  | Campo a través por relevos |
| 2009               | Zoetermeer (Países Bajos)     | Medalla de oro     | Campo a través por relevos |